# Kåfjorden (Alta)
Kåfjorden (in lingua sami settentrionale: Gávvuotna) è uno dei fiordi laterali dell'Altafjord; dal punto di vista amministrativo è compreso nella municipalità di Alta, che fa parte della contea di Finnmark, la più settentrionale delle contee della Norvegia.

## Descrizione
Il Kåfjorden è il più interno tra i bracci che si diramano dall'Altafjord ed è situato alla sua estremità sud-occidentale; è lungo 8 km e largo 1 km.
Il fiordo è suddiviso in tre parti: l'esterna, che va dal villaggio di Kåfjord (in lingua sami settentrionale: Njoammelgohppi) a Straumen, l'interna dal villaggio al fiume e Kåfjordbotn, la parte terminale del fiordo.
La parte esterna del Kåfjord è suddivisa in due dalla penisola di Simanes; il ramo meridionale termina a Kvenvik mentre il braccio principale continua in direzione sud-ovest fino a Strømsnes a nord-ovest e Langstrømsnes a sud-est. La lunghezza di questo tratto è di 4,2 km e la profondità fino a 67 metri. La parte interna è lunga 2,4 km e la profondità arriva fino a 33 m. Lo sbocco di Mathiselva (in lingua sami: Gávvávラejohkka) si trova sulla costa orientale. La parte interna, Kåfjordbotn, è la più corta con circa 0,8 km di lunghezza e la più bassa, con una profondità di soli 5 m.
Il villaggio di Kåfjord, che si trova ad ovest della parte interna del fiordo, fu quasi completamente distrutto durante la seconda guerra mondiale. Rimane in piedi la chiesa del villaggio (in lingua norvegese: Kåfjord kirke), costruita nel 1837 in stile inglese. Oggi, il villaggio di Kåfjord fa parte amministrativamente della municipalità di Alta, ma si trova a circa 20 km a ovest dell'area della città. Attualmente è abitato da poche decine di persone.
Altri insediamenti attorno al fiordo sono Kvenvik, posto a sud-est nella parte esterna, e Borani, in fondo al Kåfjordbotn.

## Osservatorio astronomico
Sul monte Haldde, alto 904 m e situato a una decina di chilometri dal villaggio di Kåfjord, dal 1899 al 1926 fu messo in funzione il primo osservatorio astronomico permanente dedicato all'osservazione dell'aurora polare. L'osservatorio fu realizzato su iniziativa del fisico norvegese Kristian Birkeland che, dopo molti anni di osservazioni sul posto, elaborò la teoria fisica che spiegava questo fenomeno atmosferico. Nel 1926 l'osservatorio fu trasferito a Tromsø e le vecchie strutture caddero presto in rovina. Recentemente è stato parzialmente rinnovato; è raggiungibile tramite un sentiero di 9 km da Kåfjord ed è aperto al pubblico.

## Accessibilità
L'importante strada europea E06 passa lungo la linea di costa settentrionale del fiordo. Nel 2013 per accorciare il percorso della grande arteria di collegamento, è stato costruito un ponte a Strøm e la galleria Sáhkkobátni, lunga 1,1 km che arriva fino a Kvenvik.
In precedenza la strada principale correva più a sud lungo un percorso che ora fa parte della strada provinciale 18.

## Industria mineraria
Tra il 1826 e il 1909 nel Kåfjord era in funzione una miniera per l'estrazione del minerale di rame. La miniera fu la prima grande impresa industriale attiva nella parte settentrionale della Norvegia. Oggi rimangono solo le rovine delle strutture industriali, che possono essere visitate da un sentiero naturalistico lungo 1,2 km. Al tempo dell'estrazione del rame, circa 1.000 persone si stabilirono sulle rive del Kåfjord, prevalentemente nel villaggio omonimo.

## Seconda guerra mondiale
Durante la seconda guerra mondiale nel Kåfjord c'era la più grande base navale tedesca al di fuori della Germania. Erano di stanza tra 15 e 20.000 soldati tedeschi. La nave da battaglia tedesca Tirpitz aveva la sua base operativa in questo fiordo. La Tirpitz fu attaccata in varie riprese dalla Royal Air Force inglese nel corso di varie operazioni che portarono infine al suo affondamento nel 1944.
Oggi il Kåfjord ospita il Museo Tirpitz, a gestione privata, dove sono esposti reperti appartenenti alla nave.